# Пляківка
Пляківка — село в Україні,у Черкаському районі Черкаської області, підпорядковане Михайлівській сільській громаді. Розташоване на північний захід від міста Кам'янки. Населення 830 чоловік (на 2001 рік).
У 2006 році село газифіковане.
В селі є закинутий кам'яний кар'єр, знаходиться коло річки Кам'януватка.

## Відомі люди
В селі народився Олексенко Степан Антонович (* 10 (22 грудня 1904 — † 25 вересня 1976) — український компартійний діяч, один з організаторів партизанського руху.